# Ropica philippinensis
Ropica philippinensis là một loài bọ cánh cứng trong họ Cerambycidae.